# La fine del lavoro
La fine del lavoro, il declino della forza lavoro globale e l'avvento dell'era post-mercato è un noto saggio di economia scritto da Jeremy Rifkin e pubblicato in Italia da Baldini&Castoldi nel 1995 e successivamente da Oscar Mondadori nel 2002.

## La tesi dell'autore
Nella parte iniziale del libro l'autore espone la sua tesi: prima delle rivoluzioni industriali, più del 90% della popolazione americana si occupava di agricoltura.
Nella prima rivoluzione industriale grandi masse di lavoratori lasciano l'agricoltura per andare ad operare nelle fabbriche. Attualmente solo il 3% della popolazione si occupa di agricoltura, ma grazie alle macchine agricole, la domanda è ampiamente soddisfatta dalla copiosa produzione.
Nella seconda rivoluzione industriale, le macchine e l'automazione prendono il posto dell'uomo nell'industria manifatturiera, e le masse di lavoratori lasciano le fabbriche per spostarsi nel terziario e adottare il computer come strumento di lavoro.
Ora siamo nel corso di una terza rivoluzione industriale, nella quale l'incredibile progressione della potenza di calcolo dei moderni elaboratori, pone in esubero un crescente numero di lavoratori.
A seguito di questo, la realtà che l'autore vuole evidenziare è che le masse di lavoratori che escono dal terziario, entrano a far parte del mondo della disoccupazione.

## La trattazione
La tesi appena esposta, viene sviluppata nel libro con numerosi esempi e approfondimenti che spaziano in tutti i settori merceologici. Viene fornita una valutazione degli impatti sociali ed economici delle rivoluzioni industriali passate e di quella in corso e viene affrontata la tematica della instabilità dei posti di lavoro odierni e la conseguente insicurezza dei lavoratori.

Di grande efficacia è la sezione del libro che illustra la attuale necessità nel mondo della produzione, di un minor numero di lavoratori, ma con elevata specializzazione. Per illustrare questo concetto, l'autore ripercorre il passaggio dalla catena di montaggio della Ford dei primi decenni del XX secolo, alla lean production (produzione leggera e flessibile) della Toyota degli anni settanta.

Nella catena di montaggio, ogni operaio si occupava di un ruolo ripetitivo, e a bassa specializzazione. La catena produceva un solo modello di autoveicolo, ed il passaggio ad un nuovo modello richiedeva un ingente investimento sulla catena di montaggio. Data la complessità della catena di montaggio, i guasti dei singoli stadi di lavorazione erano frequenti e avevano importanti ripercussioni sul numero di autoveicoli prodotti per unità di tempo.

Nella lean production le autovetture sono costruite da sofisticati robot guidati da un numero limitato di tecnici con elevata specializzazione. Il passaggio ad un nuovo modello di autoveicolo richiedeva una più semplice riprogrammazione delle macchine. Il controllo sulla qualità era ed è più accurato ed i guasti nella produzione sono meno frequenti e con minori rallentamenti nel numero di autovetture prodotte.

La richiesta di lavoratori specializzati pone anche il problema di avere pochi lavoratori sovraccarichi di lavoro, e molti altri disoccupati o sottoccupati.

## Le soluzioni proposte
Il libro è scritto in modo chiaro, la lettura è scorrevole e mai impegnativa grazie alle straordinarie capacità di comunicazione dell'autore. La visione apparentemente negativa e pessimistica della situazione attuale lascia il posto a messaggi di speranza nei capitoli finali del libro.
Auspica la necessità di ridurre l'orario di lavoro al fine di dare lavoro a più persone possibile. L'autore prospetta inoltre una riconsiderazione della globalizzazione dell'economia, e la rivalutazione del terzo settore, ovvero il no-profit applicato ai servizi di utilità sociale.

## Edizioni
- Jeremy Rifkin, La fine del lavoro, il declino della forza lavoro globale e l'avvento dell'era post-mercato, Oscar Mondadori, 2002.